# Hugo Ventura
Hugo Ventura (Vila Nova de Gaia, Portugal, 14 de enero de 1988) es un futbolista portugués. Juega de portero y su equipo actual es el SC Olhanense donde se encuentra a préstamo del FC Oporto.

## Biografía
Hugo Ventura empezó su carrera futbolística en las categorías inferiores del FC Oporto. En 2007 el equipo le hace un contrato profesional. Casi al final de esa misma temporada, el 11 de mayo de 2008, Hugo Ventura debuta en la Primera División de Portugal. Fue en un partido contra el Naval. Al final del campeonato el Oporto se proclamó campeón de Liga.

## Clubes
| Club         | País     | Año       |
| ------------ | -------- | --------- |
| FC Porto     | Portugal | 2008-2009 |
| SC Olhanense | Portugal | 2009-     |

## Títulos
- 1 Liga portuguesa (FC Oporto, 2008)